# Катеринівка (Катеринівська сільська громада)
Катери́нівка — село в Україні, адміністративний центр Катеринівської сільської громади Кропивницького району Кіровоградської області. Населення — 893 осіб.

## Населення
За переписом УРСР 1989 року чисельність наявного населення села становила 943 особи, з яких 473 чоловіка та 470 жінок.
За переписом населення України 2001 року в селі мешкало 889 осіб.

### Мова
Розподіл населення за рідною мовою за даними перепису 2001 року:
| Мова       | Відсоток |
| ---------- | -------- |
| українська | 91,71 %  |
| російська  | 7,73 %   |
| молдовська | 0,34 %   |
| білоруська | 0,22 %   |

## Відомі особи
Уродженці села:
- Погрібний Сергій Сергійович (1981—2022) — сержант Збройних сил України, учасник російсько-української війни, який загинув в ході російського вторгнення в Україну у 2022 році.
- Тигнян Володимир Олександрович — старший солдат Збройних сил України, загинув у бою поблизу кургану «Гостра Могила» біля селища Польове (Горлівський район, Донецька область): після мінометного обстрілу бойова машина вийшла з ладу, загорілася, Володимир скерував її у став. Двом членам екіпажу вдалося вибратися, Володимира Тигняна не змогли витягти — заклинило люк.